# Oberbrandinspektor
Oberbrandinspektor (Abkürzung OBI) steht für einen Dienstgrad bei Feuerwehren in:

## Deutschland
- Berufsfeuerwehr in Deutschland als Beamtenlaufbahn (je nach Bundesland auch als Brandoberinspektor)
- Freiwillige Feuerwehr in den Bundesländern
  - Berlin
  - Nordrhein-Westfalen
  - Sachsen
  - Sachsen-Anhalt

## Österreich
- Burgenland als stv Kommandant bzw. Kommandant
- Kärnten als Kommandant einer Betriebsfeuerwehr, Ortsfeuerwehr oder Stützpunktfeuerwehr (ggf. Stv.)
- Niederösterreich als Kommandant, Kommandantstellvertreter
- Oberösterreich bei Zugskommandant oder  Kommandant-Stv.
- Salzburg als Ortsfeuerwehrkommandant (ggf. Stv), Dienstältester Kommandant
- Steiermark als Kommandant-Stv. einer Feuerwehr
- Tirol als Feuerwehrkommandant (ggf. Stv.) oder Dienstpostenplan der Dienstgrad Hauptbrandinspektor zusteht

## Polen
- Polen als Fähnrich bei Berufsfeuerwehr

## Italien
- Südtirol als Berufsfeuerwehr